# Позднее Средневековье
Позднее Средневековье
По́зднее Средневеко́вье (эпоха Возрождения) — термин, используемый историками для описания периода европейской истории в XIV—XV веках.
Позднему Средневековью предшествовало Высокое Средневековье, а последующий период называется Новым временем. Историки резко расходятся в определении верхней границы позднего Средневековья. Если в российской исторической науке принято определять его окончание английской гражданской войной, то в западноевропейской науке конец Средневековья обычно связывают с началом церковной реформации или эпохи Великих географических открытий. Позднее Средневековье называют также эпохой Возрождения.
Около 1300 года период роста и процветания Европы закончился целой серией бедствий, таких как Великий голод 1315—1317 годов, который случился из-за необыкновенно холодных и дождливых лет, погубивших урожай. За голодом и болезнями последовала Чёрная смерть — эпидемия чумы, которая уничтожила 1/3 европейского населения. Разрушение социального строя привело к массовым волнениям, именно в это время бушевали известные крестьянские войны в Англии и Франции, такие как Жакерия. Депопуляция европейского населения была довершена опустошениями, произведёнными Столетней войной.
Во Франции, Англии, Западной Германии в течение XIV века, практически все крестьяне получили личную свободу.
Этот период характеризуется прежде всего преодолением феодальной раздробленности и образованием централизованных государств в Англии и Франции. Используя финансовые средства городов, короли могли содержать постоянную наёмную армию для борьбы с мятежными феодалами. В связи с появлением в начале XIV века огнестрельного оружия уменьшилось значение рыцарства. Ни один замок не мог устоять против артиллерии, а появление большого количества ручного огнестрельного оружия сделало бессмысленными тяжёлые доспехи рыцарей. Главную роль на войне стала играть пехота, в первую очередь наёмная, сначала швейцарская, потом немецкие ландскнехты.
Несмотря на кризис, уже в XIV веке в Западной Европе начался период прогресса наук и искусств, подготовленный появлением университетов и распространением учёности. Возрождение интереса к античной литературе (см. древнегреческая литература и древнеримская культура) привело к началу итальянского Проторенессанса. Древности, в том числе книги, накапливались в Западной Европе во времена крестовых походов, особенно после разграбления крестоносцами Константинополя и последовавшего упадка христианской культуры на Балканах, из-за которого византийские учёные начали переселяться на Запад, особенно в Италию. Распространению знаний очень способствовало изобретение в XV веке книгопечатания. Ранее дорогие и редкие книги, в том числе Библия, постепенно становились общедоступными, а это, в свою очередь, подготовило европейскую Реформацию.

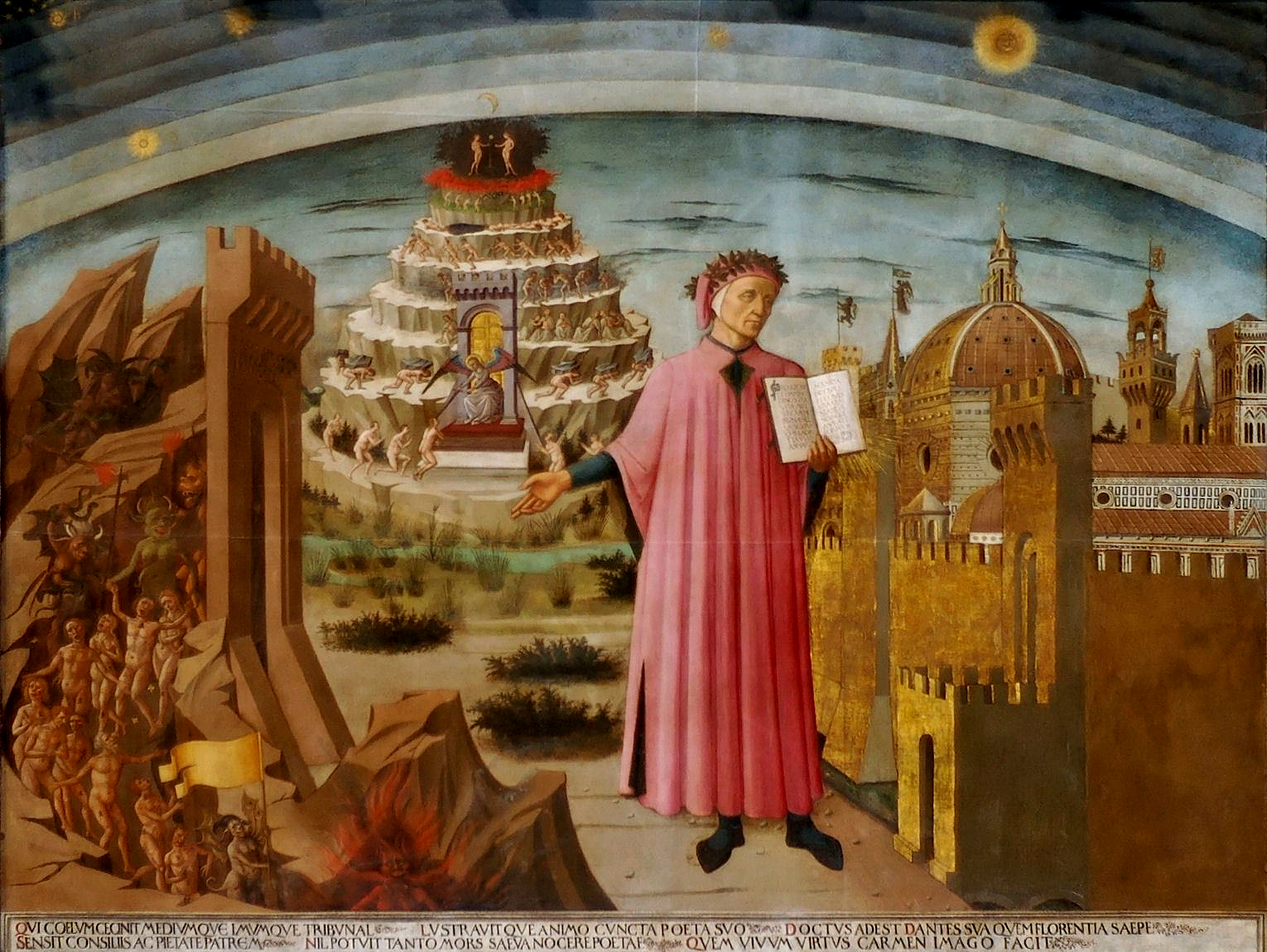
Божественная комедия освещает Флоренцию. 1465. Фреска Доменико ди Микелино. Собор Санта-Мария-дель-Фьоре, Флоренция

Объединение мусульманских стран под единой властью агрессивной Османской империи обусловило затруднения в торговле с Востоком, что побудило европейцев к поиску новых торговых путей вокруг Африки и на запад, через Атлантический океан и вокруг света. Плавания Христофора Колумба и Васко да Гамы ознаменовали начало эпохи Великих географических открытий, укрепивших экономическое и политическое могущество Западной Европы.

## Экономика

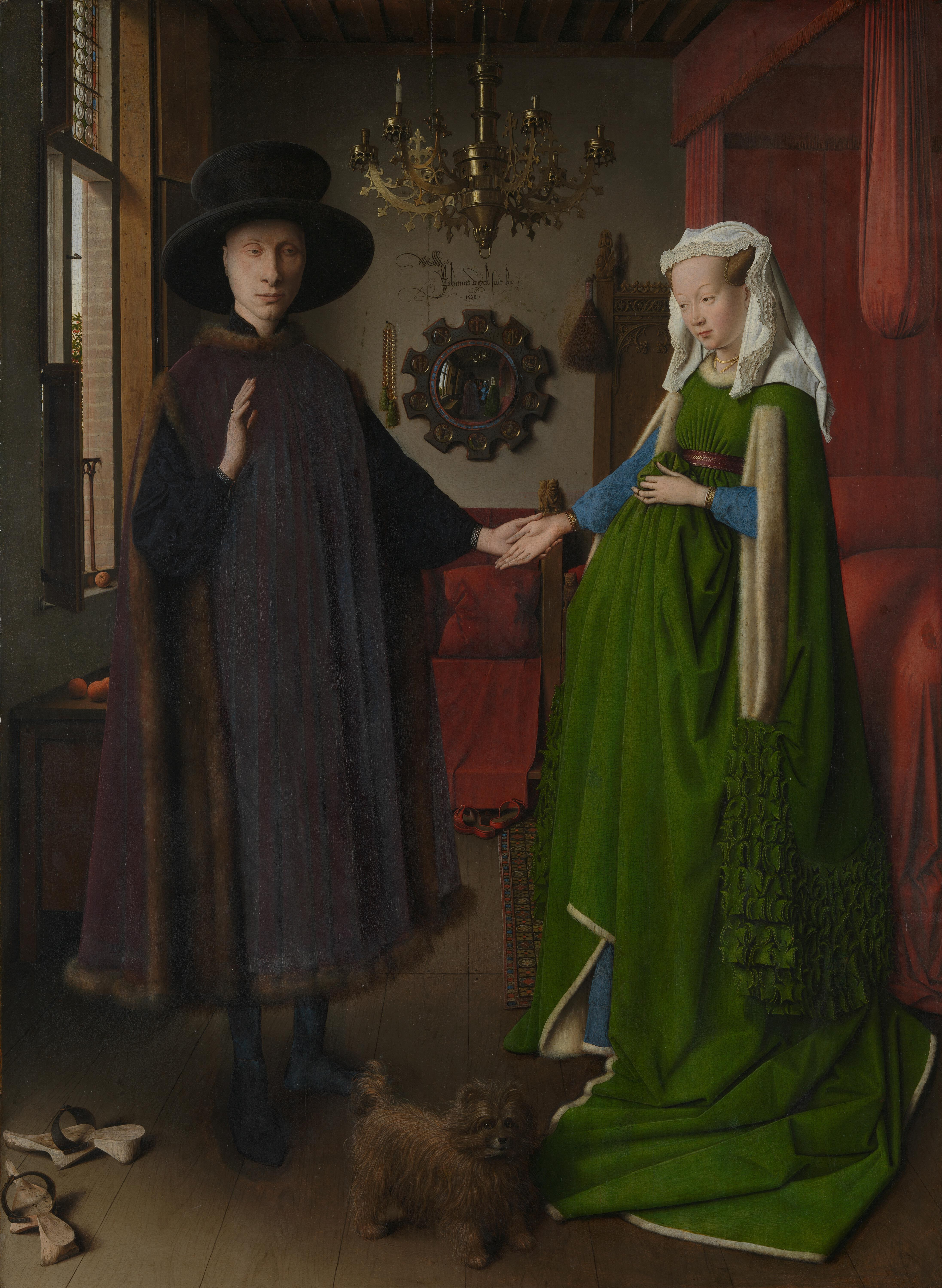
«Портрет четы Арнольфини» Яна ван Эйка, 1434 год

В позднем Средневековье начался постепенный экономический рост в Европе, но детали этого процесса науке неизвестны.
Отказ феодалов от натурального оброка приводил к тому, что для уплаты денежного оброка феодалу, налогов государству и церковной десятины крестьяне были вынуждены продавать свою продукцию на рынке, что способствовало развитию товарно-денежных отношений. В городах началось разложение цехового строя: мастера-ремесленники стали обходить некоторые предписания цеховых уставов, расширять производство и вводить технологические усовершенствования. Это увеличивало неравенство, социальное расслоение городского населения. Зажиточная часть жителей городов (бюргеры) стали превращаться в буржуазию. Благодаря торговле наиболее экономически развитыми были города Ганзейского союза и города-государства Северной Италии. Венеция и Генуя богатели за счет морской торговли со странами Востока, а Флоренция активно развивала суконное производство и банковское дело.